# Ruda Maleniecka
Ruda Maleniecka is een dorp in het Poolse woiwodschap Święty Krzyż, in het district Konecki. De plaats maakt deel uit van de gemeente Ruda Maleniecka en telt 610 inwoners.